# Gmina Nowe Miasto nad Wartą
Gmina Nowe Miasto nad Wartą là một gmina nông thôn (quận hành chính) ở Środa Wielkopolska, Greater Ba Lan Voivodeship, ở phía tây trung tâm Ba Lan. Khu vực hành chính của nó là làng Nowe Miasto nad Wartą, nằm khoảng 19 kilômét (12 mi) về phía đông nam của Środa Wielkopolska và 49 km (30 mi) về phía đông nam của thủ phủ Poznań.
Gmina có diện tích 119,54 kilômét vuông (46,2 dặm vuông Anh) và tính đến năm 2006, tổng dân số của nó là 9.025 người.

## Làng
Gmina Nowe Miasto nad Warta bao gồm các làng và các khu định cư chẳng hạn như aleksandrow, Boguszyn, Boguszynek, Chocicza, Chromiec, Chwalęcin, Dąbrowa, debno, Elżbietów, Hermanów, Jadwigów, Klęka, Kolniczki, Komorze Nowe, Komorze Nowomiejskie, Kruczyn, Kruczynek, Lutynia, Michałów, Nowe Miasto nad Warta, Radliniec, Rogusko, Skoraczew, Stramnice, Świętomierz, Szypłów, Teresa, Tokarów, Utrata, Wolica Kozia, Wolica Nowa và Wolica Pusta.

## Gmina lân cận
Gmina Nowe Miasto nad Warta giáp với các gmina chẳng hạn như Jaraczewo, Jarocin, Krzykosy, książ wielkopolski, miloslaw và Żerków.